# Вімблдон (Лондон)
Вімблдо́н (англ. Wimbledon/ 'wɪmbld(ə)n/), історично Wymbeldon (XIII ст.), Wimbleton (XIV ст.), Wymelton (XVI ст.) — південно-західне передмістя Лондона. Входить до складу адміністративного району (боро) Мертон і розташований за 11,3 км від Чаринг-Кроса. Відомий як місце проведення Вімблдонського тенісного турніру і (до 2002 року) база однойменного клуба футбольної Прем'єр-ліги.

## Етимологія
Назва Wimbledon походить від давн-англ. Wynnmandon, «пагорб Вінмана» (давн-англ. dun — «горб», «пагорб»). Вимова змінилась після встановлення влади норманів: Wynnman- трансформувалось у Wiman-, Wimel- і, нарешті, сучасний варіант Wimble-.

## Щорічний тенісний турнір
У 1870-х роках, біля підніжжя пагорба на землях між лінією залізниці та Уорпл Роуд (Worple Road), Всеанглійський клуб лаун-тенісу і крокету почав проводити свої щорічні чемпіонати. Однак, популярність гри в крокет йшла на спад, тоді як новий спорт, лаун-теніс, отримував дедалі більше поширення. Спочатку маючи лише один з майданчиків, виділений під теніс, клуб вирішив провести свій перший Чемпіонат з Лаун-Тенісу у липні 1877 року. Турнір розпочався 9 липня, змагання були проведені тільки в одиночному чоловічому розряді.